# Синявка (заказник)
Синя́вка — ботанічний заказник місцевого значення в Україні. Розташований у межах Коропського району Чернігівської області, на захід від села Синявка. 
Площа 115 га. Статус присвоєно згідно з рішенням Чернігівської обласної ради від 21.03.1995 року. Перебуває у віданні ДП «Борзнянське лісове господарство» (Коропське л-во, кв. 33, 34). 
Статус присвоєно для збереження лісового масиву з високопродуктивними насадженнями сосни. У домішку — береза, вільха. 